# Bernabé Dávila y Bertololi
Bernabé Dávila y Bertololi (Málaga, 1837 o 1839 - Madrid, 16 de noviembre de 1914) fue un abogado, diplomático y político español, ministro de Gobernación durante el reinado de Alfonso XIII.

## Trayectoria

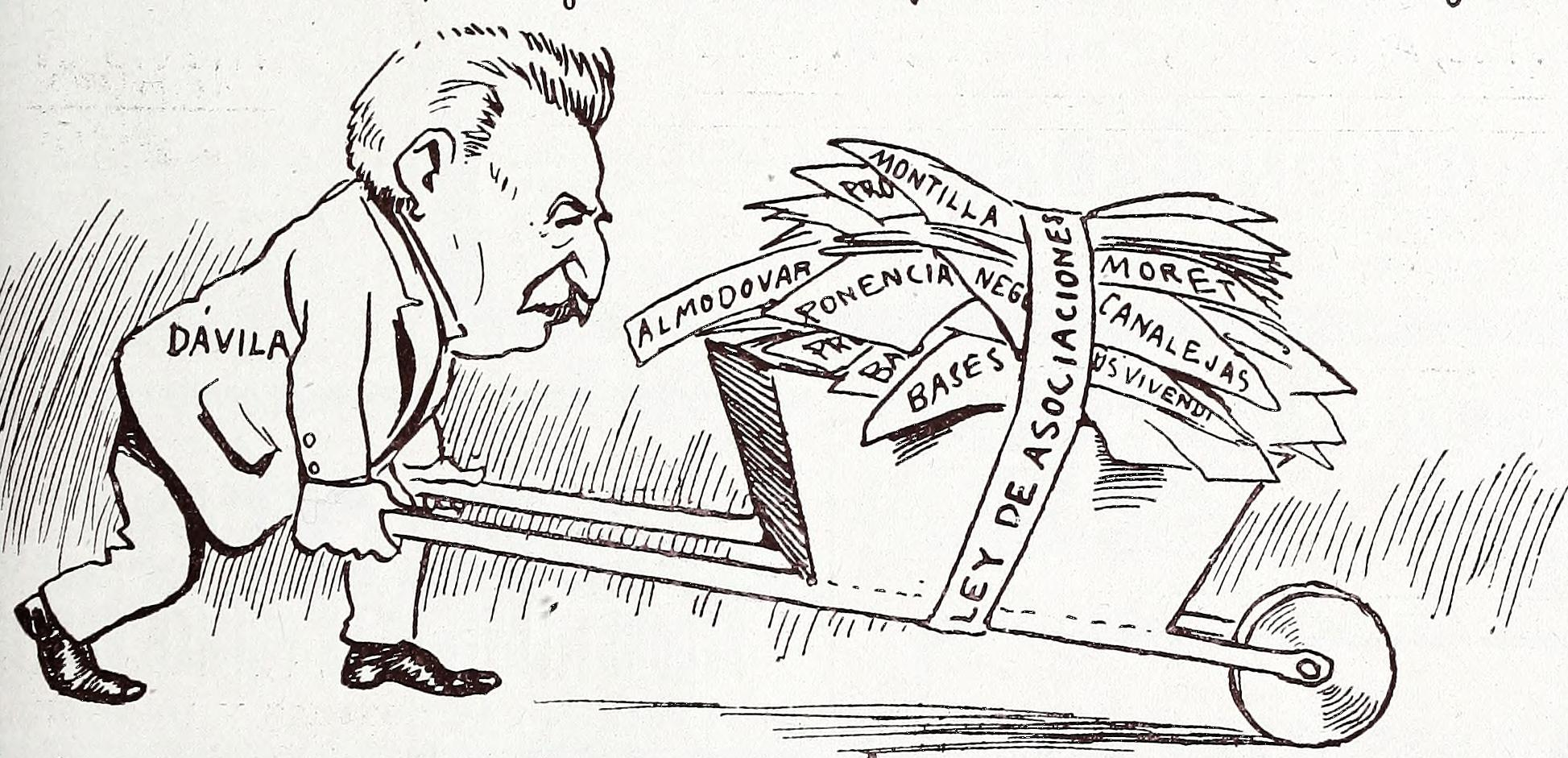
Dávila llevando al Consejo de Ministros su proyecto de Ley de Asociaciones; caricatura de Xaudaró.

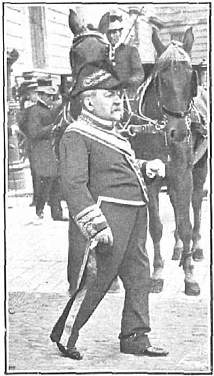
Bernabé Dávila en 1906.

Estudió las carreras de Derecho y Filosofía y Letras en la Universidad de Granada. Miembro del Partido Liberal, obtendría acta de diputado en el Congreso por la circunscripción de Málaga en las elecciones de 1879, 1881, 1884, 1886, 1891, 1893 y 1896, para ser nombrado en 1898 senador vitalicio. Fue además subsecretario de Gracia y Justicia y embajador de España en Lisboa.
Ejerció como ministro de Gobernación entre el 6 de julio y el 30 de noviembre de 1906 en un gabinete que presidió José López Domínguez —del que fue muy amigo—.
Fue promotor del Instituto Nacional de Previsión (INP), antecedente en España de la Seguridad Social. En 1906 presentó a las Cortes un proyecto de ley para el Instituto Nacional de Previsión, que sin embargo no pudo discutirse y que terminaría siendo aprobado en 1908, durante el paso por el ministerio de Juan de la Cierva y Peñafiel.
En marzo de 1910 se le concedió la gran cruz de la Orden de Carlos III.
Fallecido en Madrid el 16 de noviembre de 1914, fue enterrado en Málaga, en un panteón familiar del cementerio de San Miguel.